# Pascola (Missouri)
Pascola – wieś w Stanach Zjednoczonych, w stanie Missouri, w hrabstwie Pemiscot.